# María de las Nieves de Escalada
María de las Nieves de Escalada va ser una patriota argentina que va actuar en la societat portenya al servei de la revolució de Maig i en els primers anys del moviment emancipador. És considerada una de les Patrícies Argentines.

## Biografia
María de las Nieves de Escalada va néixer el 5 de març de 1799 a la ciutat de Buenos Aires, llavors capital del Virregnat del Río de la Plata. Era filla del comerciant Antonio José de Escalada i de la patrícia Tomasa de la Quintana, i germana de Manuel Escalada, guerrer de la independència i oficial del Regiment de Granaders a cavall que aconseguiria el grau de general i seria ministre de guerra de l'Estat de Buenos Aires, de Mariano Escalada, també oficial de Granaders i que aconseguiria el grau de coronel, i de María de los Remedios de Escalada, dona del general José de San Martín.
Segons el genealogista Narcís Binayán Carmona, era descendent del conqueridor, explorador i colonitzador espanyol Domingo Martínez de Irala (1509-1556); els seus avantpassats tenien un remot origen mestís guaraní, que compartia amb molts pròcers de l'època de la Independència i amb grans personatges paraguaians i argentins.

### Societat Patriòtica
Al juny de 1811 van marxar als Estats Units Diego Saavedra, fill del president de la Junta Grande Cornelio Saavedra, i Juan Pedro Aguirre amb la missió d'adquirir-hi armament i municions.
Els comissionats van tancar al començament de 1812 un contracte per a la compra de 1000 fusells i 350000 pedres d'espurna amb la signatura Miller&Wambor.
El 13 de maig van arribar els comissionats i els pertrets al port d'Ensanada de Barragan a bord del buc de bandera estatunidenca Liberty i el 19 de maig van tirar l'àncora davant del port de Buenos Aires. Havent-se difós entre la població l'arribada al port de Buenos Aires del buc i el rumor que la situació econòmica del govern revolucionari dificultava la seva compra, el 30 de maig de 1812 es van reunir a casa de la seva mare catorze dames de la societat portenya.

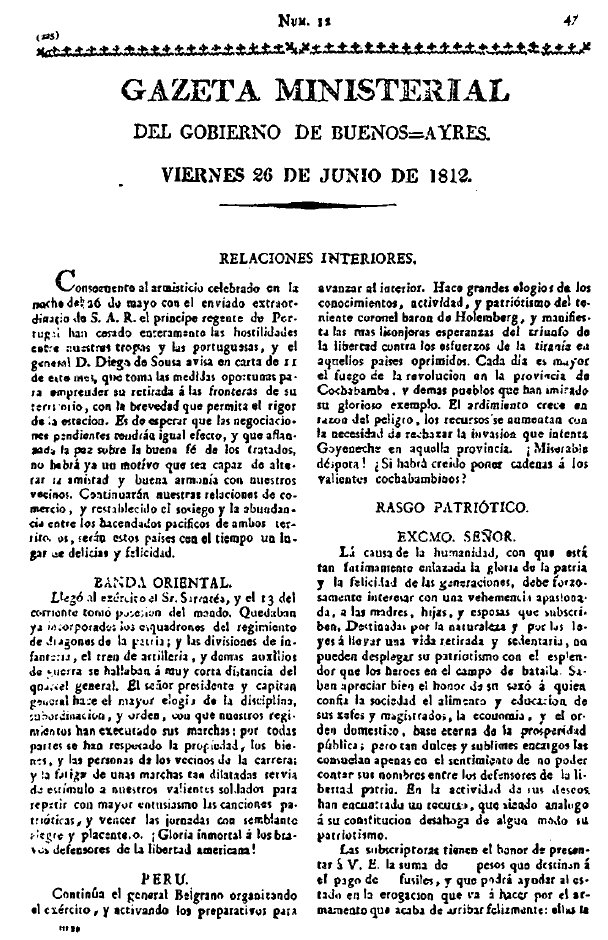
Publicació de la subscripció a la

Les patrícies que serien conegudes com a Sociedad Patriótica, van donar l'import de 13 fusells i dues unces d'or perquè quan «l'alegria pública porti fins al si de les seves famílies la nova d'una victòria, podran dir en l'exaltació del seu entusiasme: Jo vaig armar el braç d'aquest valent que va assegurar la seva glòria i la nostra llibertat», en les paraules de la seva presentació, redactada per Bernardo de Monteagudo.
Les patrícies van sol·licitar que cadascun dels fusells adquirits amb la seva aportació portessin el nom de la seva donant perquè «si l'amor de la pàtria deixa algun buit en el cor dels guerrers, la consideració al sexe serà un nou estímul que els obligui á sostenir en la seva arma una peça de l'afecte dels seus compatriotes l'honor i la llibertat dels quals defensen. Llavors tindrà un dret per reconvenir al covard que amb les armes va abandonar el seu nom en el camp enemic, i coronaran amb les seves mans el jove que presentant en elles l'instrument de la victòria doni una prova de la seva gloriosa valentia».
Les dames que es van subscriure donant un fusell van ser Tomasa de la Quintana, María de los Remedios de Escalada, María de las Nieves de Escalada, María de la Quintana, María Eugenia de Escalada de Demaría, Ramona Esquivel y Aldao, Marieta Sánchez de Thompson, Petrona Bernardina Cordero, Rufina de Orma, Isabel Calvimontes de Agrelo, María de l'Encarnació Andonaégui de Valdepares, Magdalena de Castro de Herrero i Ángela Castelli de Irgazábal, i donant dues unces d'or Carmen de la Quintanilla de Alvear.
El 26 de juny de 1812 el Triumvirat va acceptar el donatiu rendint «els més expressius agraïments en nom de la pàtria». publicant-se a la Gazeta de Buenos-Ayres.

### Vida posterior
El 5 d'agost de 1824 es va casar amb José Guillermo Ramón de Oromí Lasala, amb qui va tenir cinc filles: María de los Remedios Antonia Josefa, María Mercedes Remedios Lina Tomasa, Juana Agustina, María Remedios i María Nieves Oromí Escalada.
L'any 1825 una publicació anònima contra el general San Martín feia elogis de la seva persona. María de las Nieves de Escalada va morir la matinada del 13 de juny de 1867 a causa d'un càncer de pit i va ser enterrada al Cementiri de la Recoleta.